# Myrmecocichla tholloni
Myrmecocichla tholloni là một loài chim trong họ Muscicapidae.